# Joseph Ravannack
John Joseph Ravannack, né le 19 mars 1878 à La Nouvelle-Orléans en Louisiane, et mort le 10 octobre 1910, était un rameur américain qui a participé aux Jeux olympiques d'été de 1904, où il a remporté la médaille de bronze en deux de couple avec John Wells.

## Palmarès
- Médaille de bronze en deux de couple aux Jeux olympiques d'été de 1904 à Saint-Louis ( États-Unis)